# 池田町川崎
池田町川崎（いけだちょうかわさき）は、徳島県三好市の町名。2015年10月1日現在の人口は264人、世帯数は133世帯。郵便番号は〒779-5166。

## 地理
西から北は吉野川を挟んで山城町下川・山城町末貞・山城町重実・山城町西宇、東は祖谷川を挟んで池田町大利、南は西祖谷山村新道・西祖谷山村田ノ内にそれぞれ接する。
北流する吉野川と祖谷川が合流する地域で、祖谷川の左岸、吉野川の右岸に位置する。

### 山岳
- 国見山
- 井戸口山

### 河川
- 吉野川
- 祖谷川

### 小字
| - アカ子 - あずかり - あみご婦 - あみさしの尾 - 荒砂 - あんこく - 居内 - 石ノ京 - 井ノ久保 - 上ノ山 - 梅ノ佐古 - 大泉 - 大久保 - 大坪 - 岡田 - 尾林 | - 角見 - 蔭ゲ - かさまつ - 釜戸瀬 - 上ミ屋敷 - 唐谷 - 京デン - 木六 - 九門名 - コシキ - 五拾歩 - 治右エ門切 - 重兼 - 下タ井ノ久保 - 白カイチ - 杉ノ下 | - スケノ - 瀬戸田 - 銭亀 - セリせり - 千足 - 滝安 - タビノクチ - 釣井 - 寺ノ上 - 堂ノ浦 - 土橋 - トヤノ滝 - 中内 - 中滝 - 中屋敷 - 浪会 | - 西打 - 西コヤシ - 西佐古 - 入道口 - ハシカ山 - 羽広 - 日裏山 - ヒビノ内 - ヒヤノ滝 - ひよふの - 平谷 - 平野 - ふじのとち - 渕ノ上 - 舟守 - 古屋敷 | - 坊 - 正木 - 丸山 - 宮ノ前 - むくいの - 山貝 - 吉ノ木 |  |

## 歴史
- 2006年（平成18年）3月1日 - 三好郡池田町が三野町・山城町・井川町・東祖谷山村・西祖谷山村と合併して三好市が発足し、現在の町名となる。

## 施設
- 三好市立川崎小学校
- 三好市百年蔵
- 川崎床固工・川崎水辺の楽校
- 小歩危
- 三所神社
- 正賢寺
- 川崎城址

## 交通

### 鉄道
- 地内に駅はなく、最寄り駅はJR土讃線の祖谷口駅・阿波川口駅・小歩危駅。

### 道路
都道府県道
- 徳島県道32号山城東祖谷山線

### 橋梁
- 国見山橋
- 国政橋